# パンスール
株式会社Penseur（パンスール）は、大阪市中央区南船場に本拠を置く、広告代理店である。創業者は寺嶋正浩。かつて「注目の西日本ベンチャー100」に選出されていた。

## 概要
寺嶋正浩により、当初は学生時代に1人で立ち上げられ、2008年4月に設立された総合的デザイン制作・広告制作会社である。「One Stop Creation]と「Design Your Story」を指針として標榜し、大阪湾の人工島「舞洲スポーツアイランド」の施設のひとつである「おおきにアリーナ舞洲」での、プロバスケットボールチーム「大阪エヴェッサ」の試合の際に演出されるプロジェクションマッピングを企画・制作したことで知られる。企業理念を「Much Surprise & Impressions」（全ての人に驚きと感動を与える存在になる）こととする。
2020年12月15日には広告業界における動画コンテンツ制作へのパラダイムシフトを積極的に行っていくという意図から、株式会社スクラッチの株式を100％取得し子会社化。2022年4月1日には、子会社であるQript、三友エージェンシー、スクラッチを吸収合併した。

### 創業
創業のきっかけは、寺嶋が学生時代に立ち上げたイベントを企画・運営するサークルに遡る。中には数千人もの学生を集めたイベントもあり、企業から学生向けのプロモーションのスポンサーの申し出を受けたこともある。スポンサー料が、1イベントにつき数百万円に上がることもあったため、寺嶋はそのまま会社化して事業運営を継続することも考えたが、イベント企画とは別に寺嶋は学生時代よりフリーペーパーの制作も行っていた。あるとき、大阪城ホールで安室奈美恵のライブが行われることを知った寺嶋は所属事務所に表紙に使いたいと申し込んだ。申し出は受け入れられ、ライブ中の写真撮影や本人へのインタビューが実現し、フリーペーパー創刊号に安室奈美恵が表紙を飾り、インタビュー記事が掲載された。このフリーペーパーはその後、オークションで1万円以上で取引されるようになり、事務所側から増刷の要請がくる。寺嶋は自腹を切って対処したため結果的には赤字となったが、このことが寺嶋の原体験となり、その後の原動力となった。

### 特徴
広告制作会社の多くは、実際のメディア制作を外部のフリーランスに業務委託することが多いが、同社では社員であるクリエーターだけで行っている。なお、ウェブ事業は子会社化している。

## 社名の由来
社名のPenseur（パンスール）は、フランスの彫刻家、オーギュスト・ロダンの作品『考える人』の原題"Le Penseur"より。「深く考え、それに基づいて行動し、人に喜びをもたらす」目指すクリエイティブワークのあり方を表している。

## 沿革
- 2008年 - 4月、設立。当初は企業のプロモーションから始める[2][10]。
- 2016年
  - 4月、東京都目黒区に東京オフィスを開設[2]。
  - 10月、株式会社エスユーエス（SUS）から株式譲渡により株式会社Qriptを子会社化[2]。
- 2018年
  - 新事業として、大手流通企業の依頼により、生活雑貨、アミューズメントグッズなどのオリジナルグッズ商品の提案を行う[10]。
  - 6月13日、プロサッカークラブ『FC大阪』を運営する、株式会社アールダッシュと、業務提携を開始[14]。
- 2019年 - 受託事業のほかに、自社サービスの展開を開始。その一つとして、絵本の制作も始める[10]。
- 2020年 - 8月1日、三友エージェンシー の株式を100％取得し子会社化[3][4]。
- 2020年 - 12月15日、スクラッチの株式を100％取得し子会社化[12]。
- 2022年 - 4月1日、子会社であるQript、三友エージェンシー、スクラッチを、2022年4月1日付にて吸収合併[11]。
- 2024年 - 12月1日、東京制作部TV制作課（旧スクラッチ）を株式会社ディ・コンプレックスへ事業譲渡。
- 2025年 - 2月1日、大阪制作部Web制作課（一部）を株式会社クオンテックス社へ事業譲渡。

## 主要取引先
- リクルートホールディングス
- 電通
- 東急不動産

## 所在地

### 大阪本社
大阪市中央区南船場3-7-27 NLC心斎橋6F

### 東京オフィス
東京都渋谷区東3-9-19 VORT恵比寿maxim11F